# Juniata (contea di Blair)
Juniata  è una township degli Stati Uniti d'America, nella contea di Blair nello Stato della Pennsylvania. Secondo il censimento del 2000 la popolazione è di 1.115 abitanti.

## Società

### Evoluzione demografica
La composizione etnica vede una maggioranza di quella bianca (99.46%), seguita dagli afroamericani e asiatici (0,09%) dati del 2000.
| township di Juniata Popolazione |       |
| 2000                            | 1.115 |
| Stima al 2009                   | 1.116 |